# Harry Jefferson
Harry Wyndham Jefferson (* 9. März 1849 in Mumbai, Indien; † 23. Juni 1918 in Alcombe) war ein britischer Segler.

3 bis 10 Tonnen Klasse, Olympische Spiele 1900

## Erfolge
Harry Jefferson nahm an den Olympischen Spielen 1900 in Paris teil, wo er in einem Wettbewerb auf der Seine in Meulan-en-Yvelines antrat. In der Bootsklasse 3 bis 10 Tonnen verpasste er wegen Zollproblemen mit dem Boot die erste Wettfahrt, wurde in der zweiten Wettfahrt dafür aber Olympiasieger. Gemeinsam mit Edward Hore war er Crewmitglied der Bona Fide unter Skipper Howard Taylor.
Jefferson war als Börsenmakler mit Staatsanleihen zu Vermögen gekommen und lebte in London. Er besaß mehrere Yachten. Nach langer Krankheit starb Jefferson im Jahr 1918. Sein Sohn war Major beim Royal Army Service Corps und fiel 1941 im Mittleren Osten.